# Wskaźnik izotopowy
Wskaźnik izotopowy – atomy określonego izotopu danego pierwiastka, które wprowadzone do cząsteczek jakiegoś związku chemicznego na miejsce występujących w naturalnym stosunku izotopowym atomów tego samego pierwiastka, zmieniają ten stosunek lub powodują wystąpienie nieobecnej poprzednio promieniotwórczości (wskaźniki promieniotwórcze), co pozwala na śledzenie tych atomów za pomocą analizy izotopowej, metod radiometrycznych lub NMR i wnioskowanie o zachowaniu się wspomnianego związku np. w przemianach chemicznych, procesach biologicznych i przemysłowych.
Najczęściej stosowane znaczniki to:
- deuter
- C14
- O18
- N15

Pionierami badań wskaźników izotopowych byli György von Hevesy i Friedrich Paneth.